# Omusati
Omusati est l'une des quatorze régions administratives de la Namibie. 
Elle fut constituée en 1992 à partir de l'ancien Ovamboland. 
La partie nord de cette région agricole proche de la frontière angolaise est la plus dense. 
Cette région dominée politiquement par la SWAPO et peuplée quasi exclusivement d'Ovambos est constituée en douze circonscriptions.

## Géographie

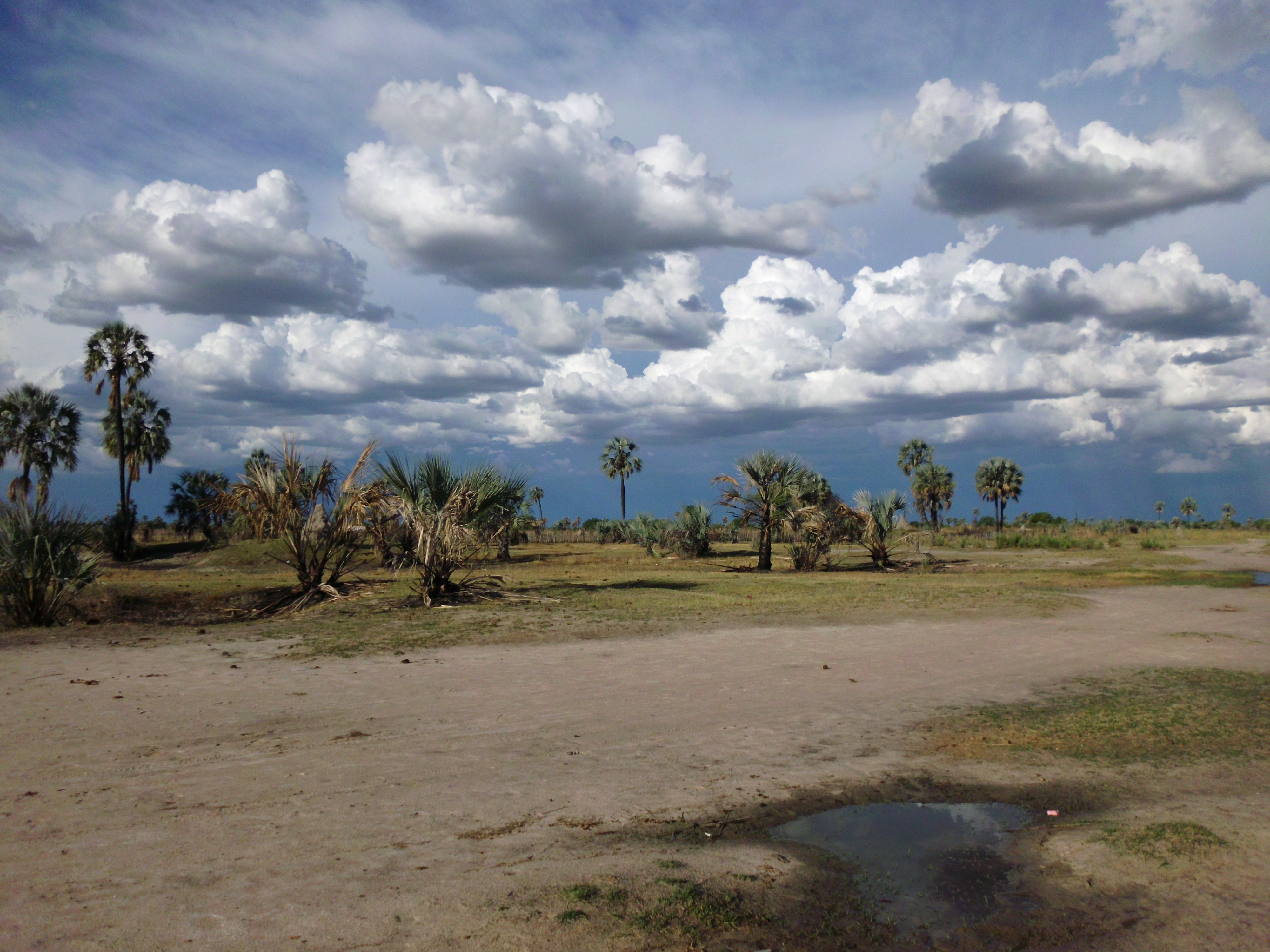
Paysage de dunes.

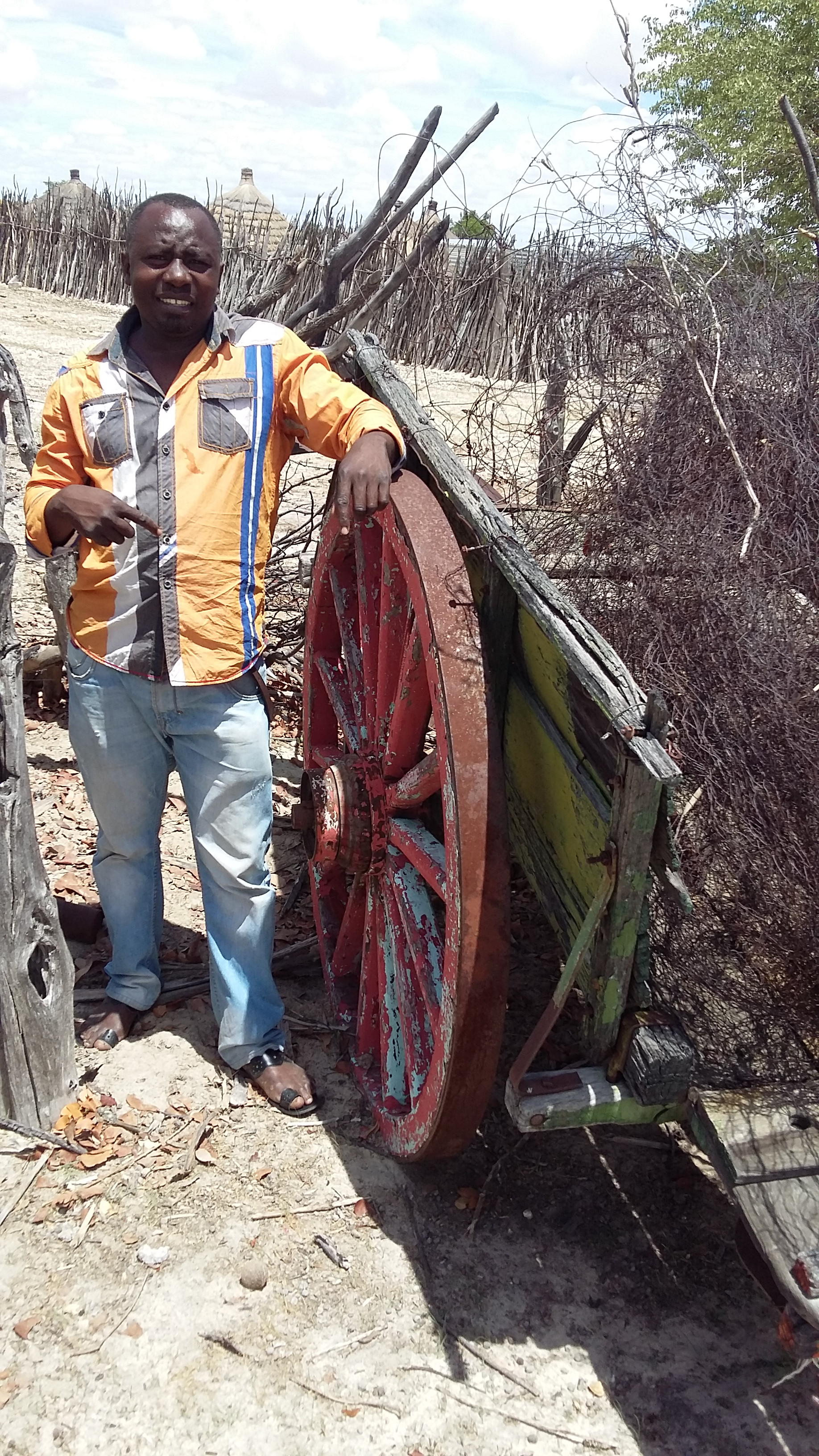
Transport avec une ancienne carriole.

La région est constituée de zones de dunes séparées par des cours d'eau.
La flore est principalement constituée de Mopane (Omusati) que l’on retrouve sur les dunes les moins profondes de la région. Les dunes les plus profondes sont couvertes de palmiers makalani (Omilunga), de ficus (Omikwiyu) et de Marula (Omigongo) plus particulièrement présents dans l’est de la région.
La région est divisée en douze circonscriptions : Anamulenge, Elim, Etayi, Ogongo, Okahao, Okalongo, Onesi, Oshikuku, Otamanzi, Outapi, Ruacana et Tsandi.
La région est traversée par le fleuve Kunene et est le site des Chutes de Ruacana.

## Économie et infrastructure
Seulement 17% des ménages à Omusati ont accès à un assainissement amélioré (installations sanitaires). Selon l'enquête sur la population active de 2012 en Namibie, le taux de chômage dans la région est de 28,9%. Omusati compte 274 écoles et un total de 86 365 élèves.

## Personnalités liées à cette région
Agnes Kafula (1958), ancienne maire de Windhoek et ancienne parlementaire namibienne est originaire de cette région, de même que l'écrivaine et ancienne secrétaire d'état Ndeutala Angolo (1952).